# Jyoti Randhawa

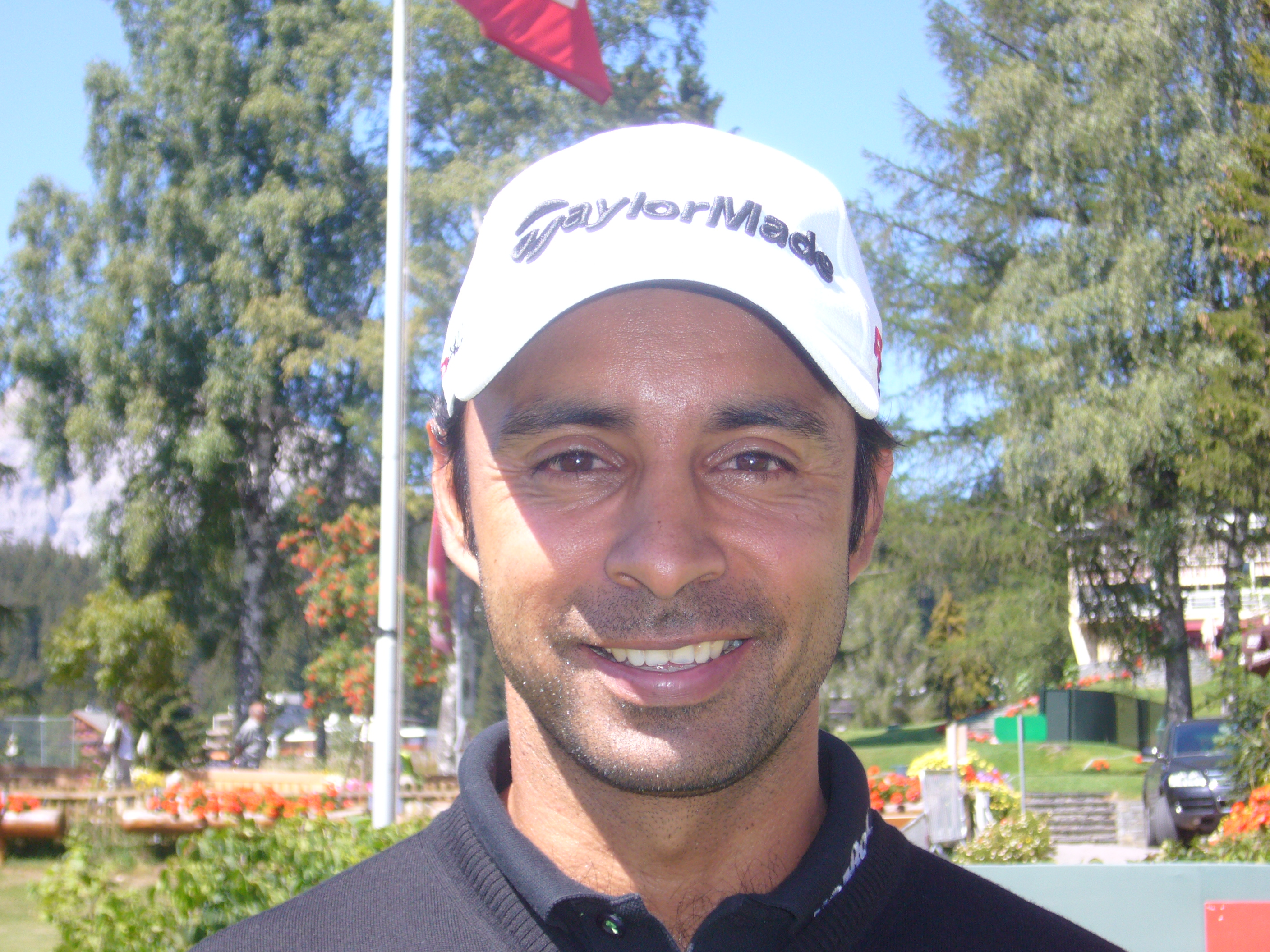
European Masters 2009.

Jyoti Randhawa (New Delhi, 4 mei 1972) is een golfprofessional uit India.
Randhawa is de zoon van een generaal van het Indiase leger en Jyoti kreeg een sportieve opvoeding met paardrijden, duiken en yoga. Hij is sinds 2000 getrouwd met actrice Tina Singh, zuster van zijn collega-speler Digvijay Singh. Ze hebben één zoon: Zoravar (2007).

## Professional
Randhawa werd in 1994 professional en heeft sindsdien acht overwinningen behaald. Als hobby reed hij graag op zijn motorfiets, waarmee hij in maart 2002 zijn sleutelbeen brak. Mede doordat hij ook aan yoga deed, herstelde hij snel. 
Rhandawa speelt op de Aziatische en Europese PGA Tour. In 2002 was hij de eerste speler uit India die de Order of Merit van de Aziatische PGA Tour won. Vervolgens werd hij door zijn collegae tot Speler van het Jaar gekozen.

In 2005 werd hij tweede achter Thongchai Jaidee bij het Maleisisch Open, hetgeen meetelde om zijn kaart voor de Europese PGA Tour te halen. Sindsdien speelt hij op de Europese Tour en heeft daar steeds in de top-100 gestaan. Hij heeft er nog geen overwinningen behaald, maar wel zes top-3 plaatsen. Zijn beste positie op de Order of Merit was de 33ste plaats eind 2007.

### Gewonnen
India Tour
- 2000: PGA Championship of India
- 2007: The DLF Masters

Aziatische Tour
- 1998: Hero Honda Masters (India)
- 1999: Hero Honda Masters (India)
- 2000: Wills Indian Open, Singapore Open
- 2004: Volvo Masters of Asia (Thailand)
- 2006: Hero Honda Indian Open na play-off
- 2007: Hero Honda Indian Open
- 2009: Singha Thailand Open

Japan Golf Tour
- 2003: Suntory Open

### Teams
- Alfred Dunhill Cup: 1999
- Dynasty Cup: 2003 (winnaars), 2005 (winnaars)
- World Cup: 2005, 2008, 2009
- The Royal Trophy: 2006